# 5e étape du Tour de France 2025
Pour un article plus général, voir Tour de France 2025.
La 5e étape du Tour de France 2025 se déroule le mercredi 9 juillet 2025 autour de Caen, sur une distance de 33 kilomètres, sous la forme d'un contre-la-montre individuel. Elle s'est disputée devant 115 000 spectateurs selon la ville.

## Parcours de l'étape
La 5e étape est une des deux épreuves chronométrées présentes au parcours, avec le cronoscalata de la 13e étape entre Loudenvielle et Peyragudes. Ce premier contre-la-montre individuel forme une boucle au nord-ouest de Caen, à l'occasion du millénaire de sa fondation, intégralement dans le département du Calvados. L'étape en solitaire est longue de 33 kilomètres et ne présente pas de dénivelé important, hormis la montée du mémorial de Caen (km 3,4), non répertoriée au Grand Prix de la montagne. Il s'agit d'une épreuve technique pour purs rouleurs dans les rues caennaises. Trois temps intermédiaires sont pris sur le parcours, à Cambes-en-Plaine (km 8,2), Thaon (km 16,4) et Gruchy (km 24,8). La rampe de lancement est installée sur le quai Vendeuvre, à côté de la place Courtonne. Le début du parcours fait le tour du château de Caen, longe le jardin des plantes puis le mémorial de Caen, avant de partir vers Colomby-Anguerny, point septentrional du tracé. Le retour depuis Gruchy passe par l'abbaye aux Hommes, avant de se conclure en bordure de l'hippodrome de la Prairie sur le cours Général de Gaulle, devant le monument aux morts de Caen.

## Déroulement de la course
Alors qu'il n'était pas en tête aux deux premiers temps intermédiaires, le champion du monde et olympique du contre-la-montre Remco Evenepoel (Soudal Quick-Step) émerge dans la seconde partie du parcours et s'impose devant Tadej Pogačar (UAE Emirates XRG) qui s'empare du maillot jaune alors que Jonas Vingegaard (Visma-Lease a Bike), classé treizième en portant exceptionnellement le maillot à pois sur ses épaules, réalise une contre-performance et concède 1 min 21 s au vainqueur. Il endosse également pour la première fois de sa carrière le maillot vert, qui sera porté par délégation le lendemain par Jonathan Milan (Lidl-Trek).

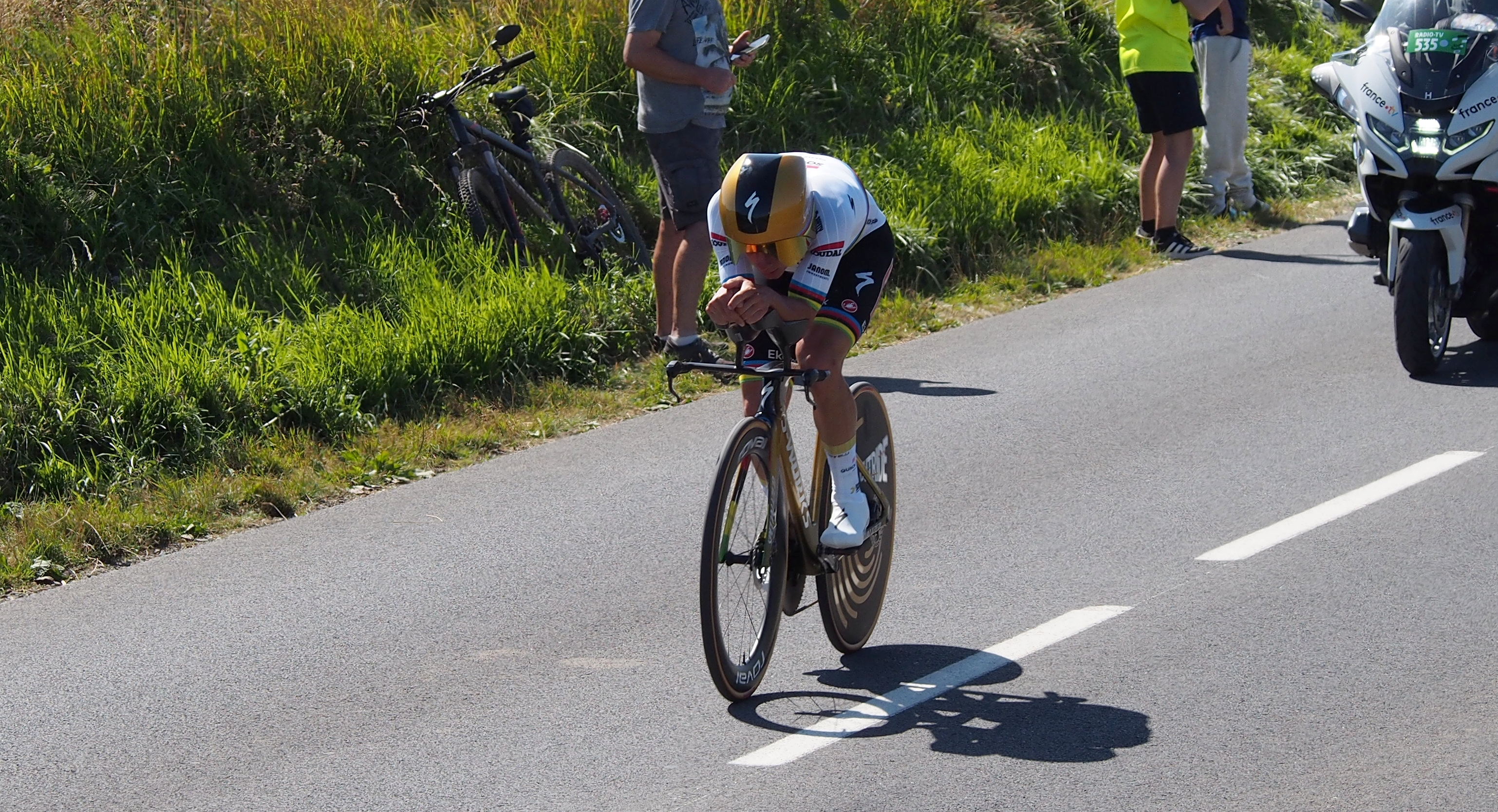
Remco Evenepoel entre Camilly et Cairon (km 19,7).

## Résultats
Cette section présente les résultats et prix obtenus au cours de l'étape.

### Classement de l'étape
| Classement de la 5e étape | Classement de la 5e étape | Classement de la 5e étape | Classement de la 5e étape  | Classement de la 5e étape |
|                           | Coureur                   | Pays                      | Équipe                     | Temps                     |
| ------------------------- | ------------------------- | ------------------------- | -------------------------- | ------------------------- |
| 1er                       | Remco Evenepoel           | Belgique                  | Soudal Quick-Step          | en 36 min 42 s            |
| 2e                        | Tadej Pogačar             | Slovénie                  | UAE Emirates XRG           | + 16 s                    |
| 3e                        | Edoardo Affini            | Italie                    | Visma-Lease a Bike         | + 33 s                    |
| 4e                        | Bruno Armirail            | France                    | Decathlon-AG2R La Mondiale | + 35 s                    |
| 5e                        | Kévin Vauquelin           | France                    | Arkéa-B&B Hotels           | + 49 s                    |
| 6e                        | Florian Lipowitz          | Allemagne                 | Red Bull-Bora-Hansgrohe    | + 58 s                    |
| 7e                        | Iván Romeo                | Espagne                   | Movistar                   | + 1 min 2 s               |
| 8e                        | João Almeida              | Portugal                  | UAE Emirates XRG           | + 1 min 14 s              |
| 9e                        | Luke Plapp                | Australie                 | Jayco AlUla                | + 1 min 17 s              |
| 10e                       | Pablo Castrillo           | Espagne                   | Movistar                   | + 1 min 18 s              |
| modifier                  |                           |                           |                            |                           |

### Classement aux points intermédiaires
| Classement intermédiaire no 1 Cambes-en-Plaine (km 8,2) | Classement intermédiaire no 1 Cambes-en-Plaine (km 8,2) | Classement intermédiaire no 1 Cambes-en-Plaine (km 8,2) | Classement intermédiaire no 1 Cambes-en-Plaine (km 8,2) | Classement intermédiaire no 1 Cambes-en-Plaine (km 8,2) |
|                                                         | Coureur                                                 | Pays                                                    | Équipe                                                  | Temps                                                   |
| ------------------------------------------------------- | ------------------------------------------------------- | ------------------------------------------------------- | ------------------------------------------------------- | ------------------------------------------------------- |
| 1er                                                     | Luke Plapp                                              | Australie                                               | Jayco AlUla                                             | en 9 min 40 s                                           |
| 2e                                                      | Remco Evenepoel                                         | Belgique                                                | Soudal Quick-Step                                       | + 3 s                                                   |
| 3e                                                      | Tadej Pogačar                                           | Slovénie                                                | UAE Emirates XRG                                        | + 4 s                                                   |
| 4e                                                      | Bruno Armirail                                          | France                                                  | Decathlon-AG2R La Mondiale                              | + 4 s                                                   |
| 5e                                                      | Edoardo Affini                                          | Italie                                                  | Visma-Lease a Bike                                      | + 8 s                                                   |
| 6e                                                      | Iván Romeo                                              | Espagne                                                 | Movistar                                                | + 11 s                                                  |
| 7e                                                      | Kévin Vauquelin                                         | France                                                  | Arkéa-B&B Hotels                                        | + 17 s                                                  |
| 8e                                                      | Jonas Vingegaard                                        | Danemark                                                | Visma-Lease a Bike                                      | + 22 s                                                  |
| 9e                                                      | Raúl García Pierna                                      | Espagne                                                 | Arkéa-B&B Hotels                                        | + 23 s                                                  |
| 10e                                                     | Nils Politt                                             | Allemagne                                               | UAE Emirates XRG                                        | + 24 s                                                  |
| modifier                                                |                                                         |                                                         |                                                         |                                                         |

| Classement intermédiaire no 2 Curley (km 16,4) | Classement intermédiaire no 2 Curley (km 16,4) | Classement intermédiaire no 2 Curley (km 16,4) | Classement intermédiaire no 2 Curley (km 16,4) | Classement intermédiaire no 2 Curley (km 16,4) |
|                                                | Coureur                                        | Pays                                           | Équipe                                         | Temps                                          |
| ---------------------------------------------- | ---------------------------------------------- | ---------------------------------------------- | ---------------------------------------------- | ---------------------------------------------- |
| 1er                                            | Luke Plapp                                     | Australie                                      | Jayco AlUla                                    | en 18 min 40 s                                 |
| 2e                                             | Edoardo Affini                                 | Italie                                         | Visma-Lease a Bike                             | + 4 s                                          |
| 3e                                             | Remco Evenepoel                                | Belgique                                       | Soudal Quick-Step                              | + 8 s                                          |
| 4e                                             | Iván Romeo                                     | Espagne                                        | Movistar                                       | + 10 s                                         |
| 5e                                             | Bruno Armirail                                 | France                                         | Decathlon-AG2R La Mondiale                     | + 18 s                                         |
| 6e                                             | Tadej Pogačar                                  | Slovénie                                       | UAE Emirates XRG                               | + 20 s                                         |
| 7e                                             | Pablo Castrillo                                | Espagne                                        | Movistar                                       | + 31 s                                         |
| 8e                                             | Raúl García Pierna                             | Espagne                                        | Arkéa-B&B Hotels                               | + 34 s                                         |
| 9e                                             | Florian Lipowitz                               | Allemagne                                      | Red Bull-Bora-Hansgrohe                        | + 35 s                                         |
| 10e                                            | Kévin Vauquelin                                | France                                         | Arkéa-B&B Hotels                               | + 40 s                                         |
| modifier                                       |                                                |                                                |                                                |                                                |

| \| Classement intermédiaire no 3 Gruchy (km 24,8) \| Classement intermédiaire no 3 Gruchy (km 24,8) \| Classement intermédiaire no 3 Gruchy (km 24,8) \| Classement intermédiaire no 3 Gruchy (km 24,8) \| Classement intermédiaire no 3 Gruchy (km 24,8) \| \| \| Coureur \| Pays \| Équipe \| Temps \| \| ---------------------------------------------- \| ---------------------------------------------- \| ---------------------------------------------- \| ---------------------------------------------- \| ---------------------------------------------- \| \| 1er \| Remco Evenepoel \| Belgique \| Soudal Quick-Step \| en 28 min 4 s \| \| 2e \| Edoardo Affini \| Italie \| Visma-Lease a Bike \| + 11 s \| \| 3e \| Tadej Pogačar \| Slovénie \| UAE Emirates XRG \| + 17 s \| \| 4e \| Bruno Armirail \| France \| Decathlon-AG2R La Mondiale \| + 26 s \| \| 5e \| Luke Plapp \| Australie \| Jayco AlUla \| + 32 s \| \| 6e \| Iván Romeo \| Espagne \| Movistar \| + 41 s \| \| 7e \| Kévin Vauquelin \| France \| Arkéa-B&B Hotels \| + 43 s \| \| 8e \| Florian Lipowitz \| Allemagne \| Red Bull-Bora-Hansgrohe \| + 44 s \| \| 9e \| Pablo Castrillo \| Espagne \| Movistar \| + 55 s \| \| 10e \| Raúl García Pierna \| Espagne \| Arkéa-B&B Hotels \| + 1 min 1 s \| \| modifier \| \| \| \| \| |                    |           |                            |               |
| Classement intermédiaire no 3 Gruchy (km 24,8) |                    |           |                            |               |
| | Coureur            | Pays      | Équipe                     | Temps         |
| 1er | Remco Evenepoel    | Belgique  | Soudal Quick-Step          | en 28 min 4 s |
| 2e | Edoardo Affini     | Italie    | Visma-Lease a Bike         | + 11 s        |
| 3e | Tadej Pogačar      | Slovénie  | UAE Emirates XRG           | + 17 s        |
| 4e | Bruno Armirail     | France    | Decathlon-AG2R La Mondiale | + 26 s        |
| 5e | Luke Plapp         | Australie | Jayco AlUla                | + 32 s        |
| 6e | Iván Romeo         | Espagne   | Movistar                   | + 41 s        |
| 7e | Kévin Vauquelin    | France    | Arkéa-B&B Hotels           | + 43 s        |
| 8e | Florian Lipowitz   | Allemagne | Red Bull-Bora-Hansgrohe    | + 44 s        |
| 9e | Pablo Castrillo    | Espagne   | Movistar                   | + 55 s        |
| 10e | Raúl García Pierna | Espagne   | Arkéa-B&B Hotels           | + 1 min 1 s   |
| modifier |                    |           |                            |               |

### Points attribués
| \| Arrivée d'étape Caen (km 33,0) \| Arrivée d'étape Caen (km 33,0) \| Arrivée d'étape Caen (km 33,0) \| Arrivée d'étape Caen (km 33,0) \| Arrivée d'étape Caen (km 33,0) \| \| ------------------------------ \| ------------------------------ \| ------------------------------ \| ------------------------------ \| ------------------------------ \| \| \| Coureur \| Pays \| Équipe \| Point(s) \| \| 1er \| Remco Evenepoel \| Belgique \| Soudal Quick-Step \| 20 \| \| 2e \| Tadej Pogačar \| Slovénie \| UAE Emirates XRG \| 17 \| \| 3e \| Edoardo Affini \| Italie \| Visma-Lease a Bike \| 15 \| \| 4e \| Bruno Armirail \| France \| Decathlon-AG2R La Mondiale \| 13 \| \| 5e \| Kévin Vauquelin \| France \| Arkéa-B&B Hotels \| 11 \| \| 6e \| Florian Lipowitz \| Allemagne \| Red Bull-Bora-Hansgrohe \| 10 \| \| 7e \| Iván Romeo \| Espagne \| Movistar \| 9 \| \| 8e \| João Almeida \| Portugal \| UAE Emirates XRG \| 8 \| \| 9e \| Luke Plapp \| Australie \| Jayco AlUla \| 7 \| \| 10e \| Pablo Castrillo \| Espagne \| Movistar \| 6 \| \| 11e \| Matteo Jorgenson \| États-Unis \| Visma-Lease a Bike \| 5 \| \| 12e \| Primož Roglič \| Slovénie \| Red Bull-Bora-Hansgrohe \| 4 \| \| 13e \| Jonas Vingegaard \| Danemark \| Visma-Lease a Bike \| 3 \| \| 14e \| Tobias Foss \| Norvège \| Ineos Grenadiers \| 2 \| \| 15e \| Nélson Oliveira \| Portugal \| Movistar \| 1 \| \| modifier \| \| \| \| \| |                  |            |                            |          |
| Arrivée d'étape Caen (km 33,0) |                  |            |                            |          |
| | Coureur          | Pays       | Équipe                     | Point(s) |
| 1er | Remco Evenepoel  | Belgique   | Soudal Quick-Step          | 20       |
| 2e | Tadej Pogačar    | Slovénie   | UAE Emirates XRG           | 17       |
| 3e | Edoardo Affini   | Italie     | Visma-Lease a Bike         | 15       |
| 4e | Bruno Armirail   | France     | Decathlon-AG2R La Mondiale | 13       |
| 5e | Kévin Vauquelin  | France     | Arkéa-B&B Hotels           | 11       |
| 6e | Florian Lipowitz | Allemagne  | Red Bull-Bora-Hansgrohe    | 10       |
| 7e | Iván Romeo       | Espagne    | Movistar                   | 9        |
| 8e | João Almeida     | Portugal   | UAE Emirates XRG           | 8        |
| 9e | Luke Plapp       | Australie  | Jayco AlUla                | 7        |
| 10e | Pablo Castrillo  | Espagne    | Movistar                   | 6        |
| 11e | Matteo Jorgenson | États-Unis | Visma-Lease a Bike         | 5        |
| 12e | Primož Roglič    | Slovénie   | Red Bull-Bora-Hansgrohe    | 4        |
| 13e | Jonas Vingegaard | Danemark   | Visma-Lease a Bike         | 3        |
| 14e | Tobias Foss      | Norvège    | Ineos Grenadiers           | 2        |
| 15e | Nélson Oliveira  | Portugal   | Movistar                   | 1        |
| modifier |                  |            |                            |          |

## Classements à l'issue de l'étape
Cette section présente le classement général et les différents classements annexes à l'issue de l'étape.

### Classement général
| Classement général | Classement général   | Classement général | Classement général      | Classement général  |
|                    | Coureur              | Pays               | Équipe                  | Temps               |
| ------------------ | -------------------- | ------------------ | ----------------------- | ------------------- |
| 1er                | Tadej Pogačar        | Slovénie           | UAE Emirates XRG        | en 17 h 22 min 58 s |
| 2e                 | Remco Evenepoel      | Belgique           | Soudal Quick-Step       | + 42 s              |
| 3e                 | Kévin Vauquelin      | France             | Arkéa-B&B Hotels        | + 59 s              |
| 4e                 | Jonas Vingegaard     | Danemark           | Visma-Lease a Bike      | + 1 min 13 s        |
| 5e                 | Matteo Jorgenson     | États-Unis         | Visma-Lease a Bike      | + 1 min 22 s        |
| 6e                 | Mathieu van der Poel | Danemark           | Alpecin-Deceuninck      | + 1 min 28 s        |
| 7e                 | João Almeida         | Portugal           | UAE Emirates XRG        | + 1 min 53 s        |
| 8e                 | Primož Roglič        | Slovénie           | Red Bull-Bora-Hansgrohe | + 2 min 30 s        |
| 9e                 | Florian Lipowitz     | Allemagne          | Red Bull-Bora-Hansgrohe | + 2 min 31 s        |
| 10e                | Mattias Skjelmose    | Danemark           | Lidl-Trek               | + 2 min 32 s        |
| modifier           |                      |                    |                         |                     |

| Classement par points | Classement par points | Classement par points | Classement par points | Classement par points |
| --------------------- | --------------------- | --------------------- | --------------------- | --------------------- |
|                       | Coureur               | Pays                  | Équipe                | Point(s)              |
| 1er                   | Tadej Pogačar         | Slovénie              | UAE Emirates XRG      | 97 points             |
| 2e                    | Jonathan Milan        | Italie                | Lidl-Trek             | 92 pts                |
| 3e                    | Biniam Girmay         | Érythrée              | Intermarché-Wanty     | 87 pts                |
| 4e                    | Mathieu van der Poel  | Pays-Bas              | Alpecin-Deceuninck    | 80 pts                |
| 5e                    | Tim Merlier           | Belgique              | Soudal Quick-Step     | 72 pts                |
| 6e                    | Anthony Turgis        | France                | TotalEnergies         | 57 pts                |
| 7e                    | Søren Wærenskjold     | Norvège               | Uno-X Mobility        | 46 pts                |
| 8e                    | Jonas Vingegaard      | Danemark              | Visma-Lease a Bike    | 43 pts                |
| 9e                    | Paul Penhoët          | France                | Groupama-FDJ          | 43 pts                |
| 10e                   | Remco Evenepoel       | Belgique              | Soudal Quick-Step     | 37 pts                |
| modifier              |                       |                       |                       |                       |

| Classement du meilleur grimpeur | Classement du meilleur grimpeur | Classement du meilleur grimpeur | Classement du meilleur grimpeur | Classement du meilleur grimpeur |
| ------------------------------- | ------------------------------- | ------------------------------- | ------------------------------- | ------------------------------- |
|                                 | Coureur                         | Pays                            | Équipe                          | Point(s)                        |
| 1er                             | Tadej Pogačar                   | Slovénie                        | UAE Emirates XRG                | 5 points                        |
| 2e                              | Tim Wellens                     | Belgique                        | UAE Emirates XRG                | 5 pts                           |
| 3e                              | Jonas Vingegaard                | Danemark                        | Visma-Lease a Bike              | 3 pts                           |
| 4e                              | Lenny Martinez                  | France                          | Bahrain Victorious              | 2 pts                           |
| 5e                              | Benjamin Thomas                 | France                          | Cofidis                         | 2 pts                           |
| 6e                              | Kasper Asgreen                  | Danemark                        | EF Education-EasyPost           | 1 pt                            |
| 7e                              | Kévin Vauquelin                 | France                          | Arkéa-B&B Hotels                | 1 pt                            |
| 8e                              | Tobias Johannessen              | Norvège                         | Uno-X Mobility                  | 1 pt                            |
| 9e                              | Andreas Leknessund              | Norvège                         | Uno-X Mobility                  | 1 pt                            |
| modifier                        |                                 |                                 |                                 |                                 |

| Classement général du meilleur jeune | Classement général du meilleur jeune | Classement général du meilleur jeune | Classement général du meilleur jeune | Classement général du meilleur jeune |
|                                      | Coureur                              | Pays                                 | Équipe                               | Temps                                |
| ------------------------------------ | ------------------------------------ | ------------------------------------ | ------------------------------------ | ------------------------------------ |
| 1er                                  | Remco Evenepoel                      | Belgique                             | Soudal Quick-Step                    | en 17 h 23 min 40 s                  |
| 2e                                   | Kévin Vauquelin                      | France                               | Arkéa-B&B Hotels                     | + 17 s                               |
| 3e                                   | Florian Lipowitz                     | Allemagne                            | Red Bull-Bora-Hansgrohe              | + 1 min 49 s                         |
| 4e                                   | Mattias Skjelmose                    | Danemark                             | Lidl-Trek                            | + 1 min 50 s                         |
| 5e                                   | Oscar Onley                          | Royaume-Uni                          | Picnic-PostNL                        | + 1 min 59 s                         |
| 6e                                   | Carlos Rodríguez                     | Espagne                              | Ineos Grenadiers                     | + 3 min 22 s                         |
| 7e                                   | Joseph Blackmore                     | Royaume-Uni                          | Israel-Premier Tech                  | + 5 min 17 s                         |
| 8e                                   | Jenno Berckmoes                      | Belgique                             | Lotto                                | + 5 min 34 s                         |
| 9e                                   | Ben Healy                            | Irlande                              | EF Education-EasyPost                | + 6 min 55 s                         |
| 10e                                  | Romain Grégoire                      | France                               | Groupama-FDJ                         | + 8 min 11 s                         |
| modifier                             |                                      |                                      |                                      |                                      |

| Classement par équipes | Classement par équipes     | Classement par équipes | Classement par équipes |
|                        | Équipe                     | Pays                   | Temps                  |
| ---------------------- | -------------------------- | ---------------------- | ---------------------- |
| 1re                    | Visma-Lease a Bike         | Pays-Bas               | en 52 h 13 min 11 s    |
| 2e                     | UAE Emirates XRG           | Émirats arabes unis    | + 1 min 28 s           |
| 3e                     | Groupama-FDJ               | France                 | + 7 min 14 s           |
| 4e                     | Decathlon-AG2R La Mondiale | France                 | + 7 min 20 s           |
| 5e                     | Arkéa-B&B Hotels           | France                 | + 8 min 8 s            |
| 6e                     | Jayco AlUla                | Australie              | + 8 min 51 s           |
| 7e                     | TotalEnergies              | France                 | + 9 min 58 s           |
| 8e                     | Cofidis                    | France                 | + 10 min 17 s          |
| 9e                     | Alpecin-Deceuninck         | Belgique               | + 12 min 18 s          |
| 10e                    | EF Education-EasyPost      | États-Unis             | + 12 min 43 s          |
| modifier               |                            |                        |                        |

## Abandon(s)
Deux coureurs ont abandonné au cours de l'étape : 
- Émilien Jeannière (TotalEnergies) : non partant
- Jasper De Buyst (Lotto) : non partant